# Jason Black
Pour les articles homonymes, voir Black.
 (octobre 2017).
Jason Black est, depuis 2008, le bassiste du groupe punk Senses Fail.
Il fait aussi partie du groupe punk rock Hot Water Music.